# Plan Jaune
Seconde Guerre mondiale
Batailles
- Drôle de guerre
- Évacuation des civils de la ligne Maginot
- Mobilisation
- Offensive de la Sarre
- Baie de Heligoland
- Incident de Mechelen
- Plan Jaune
- Plan Dyle
- Luxembourg
- Ében-Émael
- Hannut

- Sedan
- Dinant
- Monthermé
- Givet
- La Horgne
- Gembloux
- Flavion
- Louvain
- Charleroi

- Stonne
- Montcornet
- La Sambre
- Arras

- L'Escaut
- Amiens
- La Lys
- Massacre de Vinkt
- Boulogne-sur-Mer
- Calais
- Poche de Lille
- Massacre du Paradis
- Abbeville
- Dunkerque
- Capitulation belge

- L'Aisne
- L'Ailette
- Opération Paula
- l’Exode
- Pont-de-l'Arche
- Opération Cycle
- Opération Ariel

- Les Alpes
- Vallon du Seuil
- Bombardement de Toulon
- Opération Vado
- La Loire
- Saumur
- La vallée du Rhône
- Bombardements de Marseille
- Menton (Pont-Saint-Louis)
- Combats aériens en Suisse
- Armistice du 22 juin

Le cas Jaune (allemand : Fall Gelb), lors de la Seconde Guerre mondiale, est une hypothèse stratégique des Allemands où ils prendraient l'initiative de l'offensive contre les Franco-Britanniques avec lesquels ils sont en guerre, qui implique également, en dépit de leur neutralité, l'invasion de la Belgique, du Luxembourg et des Pays-Bas. Le plan de déploiement et de manœuvre correspondant est appelé par commodité en français plan Jaune ; il est appliqué le 10 mai 1940 entamant la campagne de l'Ouest.
Ce plan est parfois surnommé « plan coup de faucille », ou encore, par abus, « plan Manstein ». Bien que rédigé en définitive par l'état-major de la Heer (notamment Halder), il est souvent considéré qu'il a été conçu sur une partie des propositions de Manstein que Hitler aurait imposée à l'OKH,,.
Au cours de la drôle de guerre, le plan Jaune change dans ses grandes lignes jusqu'en février 1940 où il prend la forme qui est appliquée le 10 mai 1940. En attaquant dans la plaine belge et aux Pays-Bas avec des moyens ostentatoires, les Allemands leurrent les alliés qui y envoient leurs meilleures unités en appliquant le plan Dyle-Bréda. Celles-ci s'éloignent ainsi du négligé centre du front (Ardennes), où s'exerce en réalité le principal effort de la Wehrmacht, qui, tout en évitant les principales fortifications de la ligne Maginot, donne un « coup de faucille » en réalisant une percée décisive à Sedan avec ses divisions blindées : celles-ci atteignent la mer à Abbeville dès le 20 mai, isolant les forces alliées au nord, où elles sont battues ou contraintes à évacuer par mer en abandonnant leur matériel, ce qui met fin à la première phase de la bataille de France le 4 juin 1940.
Cette première phase a été décisive : malgré leur situation stratégique défavorable, Fall Gelb a permis aux Allemands de vaincre des ennemis d'importance comparable sur le plan numérique et matériel et conduit à la capitulation des Pays-Bas et de la Belgique (respectivement 15 et 28 mai) et la conquête du Nord de la France, qui fournissent des bases pour une attaque ultérieure contre la Grande-Bretagne. La seconde phase de la bataille de France, planifiée sous le nom de Fall Rot, n'est plus qu'un épilogue, puisque sur le continent, l'armée française combat désormais pratiquement seule en infériorité numérique et matérielle. L'essentiel du corps expéditionnaire britannique a dû en effet rembarquer, mais le fait qu'il ait pu s'échapper a rendu incomplet le succès de Fall Gelb du point de vue stratégique.

## Contexte
Le 3 septembre 1939, le Royaume-Uni et la France déclarent la guerre à l'Allemagne qui vient d'attaquer la Pologne (Fall Weiss) deux jours plus tôt. Contrairement au déclenchement de la Première Guerre mondiale où les Allemands prennent immédiatement l'offensive à l'ouest suivant le plan Schlieffen préparé en temps de paix, l'état-major n'a planifié qu'une attitude défensive face aux Franco-Britanniques, comme avec la dernière directive de l’OKH (Aufmarschanweisung Fall West, directive de déploiement pour le cas Ouest) datant du 18 janvier 1939.
Le danger d'une guerre sur deux fronts pour l'Allemagne s'écarte rapidement avec l'élimination de la Pologne et, assurée dans une certaine mesure à l'est par le pacte germano-soviétique, l'armée allemande concentre alors ses forces sur le front ouest où les Franco-Britanniques reprennent une attitude défensive derrière la ligne Maginot après leur timide offensive de la Sarre.

## Stratégie initiale

### La volonté d'Hitler d'attaquer à l'ouest sans tarder
Le 12 septembre, alors que l'invasion de la Pologne se déroule rapidement, Hitler confie à l’Oberst Rudolf Schmundt, chef du bureau de ses aides de camp, son intention d'attaquer la France dès que possible après la fin des opérations en Pologne, une victoire contre la France devrait pousser les Britanniques à la négociation. Le 27 septembre, ses armées étant sur le point d'achever l'invasion de la Pologne, Hitler fait part à leur tour aux chefs de son armée de son intention d'attaquer au plus tôt à l'ouest, partant du principe que le temps joue contre l'Allemagne sur le plan économique (« Moyens économiques plus forts dans l'autre camp ») et militaire (« Les mois qui viennent n'apporteront aucune augmentation substantielle du côté de notre propre capacité d'attaque, mais bien plutôt du côté de la capacité de défense de nos ennemis »), jugeant l'Allemagne supérieure sur terre et dans les airs, il veut également profiter du très bon moral des forces après la victoire contre la Pologne, a contrario de celui des Français tandis que les Britanniques n'ont pour le moment que peu de forces terrestres disponibles. Pour cela, il spécifie que l'offensive doit être menée par l'aile droite vers la Manche à travers la Belgique en couvrant le flanc sud, ce qui implique un passage par le Limbourg hollandais mais Hitler qui voudrait écarter une guerre avec les Pays-Bas escompte négocier avec le gouvernement néerlandais.
Le 10 octobre, conscient des réticences de Walther von Brauchitsch commandant en chef de l’OKH et Franz Halder son chef d'état-major, Hitler leur expose un long mémoire. Il s'y justifie de la nécessité d'une victoire sur les Alliés pour l'affermissement du Reich et son expansion vers l'est, répétant que le temps joue contre l'Allemagne, la neutralité de l'Union soviétique ne sera pas toujours assurée, tout comme celle des États-Unis. Hitler exprime ensuite que même si l'opération n'est pas décisive, il est décidé malgré tout à attaquer sur ces pays neutres pour y devancer une intervention des Alliés qu'il estime très probable et qui menacerait la Ruhr. Les Allemands croient en effet savoir — à tort — que les Belges entretiennent malgré leur neutralité des relations d'État-major avec les Alliés et que ces derniers concentrent d'importantes forces, notamment motorisées, face à la Belgique. Plutôt que de risquer que l'ennemi s'approche de la Ruhr, Hitler veut gagner un maximum de terrain ce qui ouvrira aussi la perspective à d'autres opérations. Pour cela, il a l'intention d'attaquer sur un front le plus large possible pour éviter que ses adversaires établissent une défense continue, les pousser à une bataille en rase campagne où l'armée allemande serait supérieure, utiliser les blindés par masse et par surprise et l'aviation contre les mouvements de l'ennemi. Rompre les voies de communications du corps expéditionnaire britannique avec Anvers est une de ses priorités. La veille, Hitler avait déjà rédigé la directive no 6 de l'OKW où il s'expliquait à nouveau sur le besoin d'« agir de façon active et offensive », et donnait ses instructions sur les objectifs d'une telle action :

« Il est nécessaire de battre le plus grand nombre possible d'unités de l'armée d'opération française ainsi que les alliés combattant à ses côtés, et, simultanément, de conquérir la plus grande superficie possible de territoire en Hollande, en Belgique et dans le Nord de la France pour en faire une base destinée à une guerre aérienne et maritime à longue portée contre l'Angleterre et un large glacis protecteur du territoire de la Ruhr qui est d'importance vitale »

— Adolf Hitler, directive no 6, 9 octobre 1939.
La stratégie présentée alors ne cherche pas de bataille décisive et ne poursuit que des objectifs partiels, sans doute en vue d'une guerre d'usure dans l'esprit issu de la Première Guerre mondiale, où les ports et aérodromes avaient manqué pour la lutte contre le Royaume-Uni,. Cette directive envisage aussi que les Franco-Britanniques mènent une offensive à travers la Belgique et les Pays-Bas, auquel cas il faudra immédiatement rentrer de force ou non dans ces pays, le plus loin possible pour y arrêter l'ennemi, ce que l'OKH traduit en envoyant l'« Instruction pour le commandant en chef du groupe d'armées B » (seul face à la Belgique, le groupe d'armées A n'est pas encore formé) mais en se gardant la décision des objectifs initiaux et opérations ultérieures en fonction de la situation.

« Ma décision est irrévocable. J'attaquerai la France et l'Angleterre au moment le plus favorable et le plus tôt possible. Violer la neutralité de la Belgique et la Hollande est sans importance. Personne ne se posera de question si nous sommes vainqueurs. »

— Déclaration d'Adolf Hitler à la chancellerie du Reich, 23 novembre 1939.

### L'opposition des généraux à une telle offensive
La quasi-totalité des généraux allemands considèrent comme inopportun d'attaquer aussi rapidement après la campagne de Pologne,, en particulier Hermann Göring, commandant de la Luftwaffe, Walther von Brauchitsch commandant en chef de l’OKH et Franz Halder son chef d'état-major. Celle-ci a montré de sérieux manquements dans l'entraînement des troupes, dans le matériel et son utilisation et dans la cohésion entre unités blindées et d'infanterie non motorisées,. Les divisions de réservistes ont besoin d'être mieux encadrées et il faut plus de réserves, au début de l'automne seules 75 divisions seraient disponibles à l'ouest contre une centaine chez les Alliés, et celles qui sont en posture défensive ne sont pas en mesure de passer à l'offensive immédiatement. Les généraux estiment aussi qu'une offensive à l'ouest, face aux défenses franco-belges, ne peut être menée de la manière qui a rencontré tant de succès en Pologne, où l'armée était de moindre valeur et dans une position géostratégique défavorable,. L'offensive a néanmoins vidé les stocks de munitions qui sont donc insuffisant début octobre pour mener un combat soutenu. Il n'y a pas non plus de fournitures d'avance, et il faut aussi recompléter les unités en véhicules. Par ailleurs, une attaque à cette période de l'année réduit les possibilités de la Luftwaffe (conditions météorologiques, durée du jour) Gœring ne croirait pas ainsi au succès d'une offensive dans ces conditions, et il souhaiterait aussi du temps pour accroître les forces aériennes,. Pareillement, Walther von Reichenau le chef de la 6e armée (alors un des fers de lance contre la Belgique) et les généraux des blindés comme Heinz Guderian ou Erich Hoepner craignent pour la progression d'une offensive qui risque de se dérouler dans la boue.
Chez beaucoup de généraux, c'est l'idée même de l'offensive qui est contestée, pour plusieurs raisons. Elle ne ferait, en envahissant trois pays neutres, qu'éloigner l'éventualité d'un arrangement pacifique du conflit. Wilhelm von Leeb, commandant du groupe d'armées C affirme qu'attaquer serait une faute politique, militaire et économique. Il craint pour l'unité du peuple allemand dans ce cas. Halder et Brauchitsch pensent aussi que les Allemands n'ont pas envie d'une guerre où ils seraient les agresseurs. Mais surtout, d'après l'expérience de la Première Guerre mondiale, une offensive victorieuse semble impossible à plusieurs généraux,, au moins pas avant 1942 contre le front fortifié français selon un mémoire du 25 septembre de Carl-Heinrich von Stülpnagel, chef de la section opérations de l’OKH. La perspective d'une guerre d'usure fait également craindre à certains (tel Leeb) une attaque opportuniste de l'Union soviétique.

« La surprise n'est pas possible. Nous allons avoir un nombre infini de victimes sans pouvoir venir à bout des Français. Une attaque contre la France ne pourra pas être menée comme l'attaque contre la Pologne, mais sera longue et provoquera des pertes énormes. »

— Wilhelm von Leeb, chef du groupe d'armées C.
Aussi c'est une attitude défensive qui est principalement prônée, notamment par Brauchitsch, Halder, Bock ou Leeb. Halder préfère que les Alliés passent à l'attaque — bien qu'il ne croit pas que cette éventualité se produise cet automne–hiver, ne l'ayant pas fait en septembre —, et pouvoir alors mener une contre-offensive victorieuse capable d'obtenir la décision ; et si personne n'attaque, la guerre s'arrêtera peut-être d'elle-même comme certains officiers l'espèrent. Brauchitsch lui-même, écartant la solution jugée trop négative de renverser Hitler, dit à Halder le 14 octobre que « notre devoir est de faire progresser lentement nos projets militaires et de favoriser toute possibilité de faire la paix ». Pendant l'automne Brauchitsch essaye en vain à chaque occasion de convaincre Hitler des dangers de prendre l'offensive. Les relations entre Hitler et l'OKH se dégradent, mais Hitler peut compter sur le soutien de l'OKW : Keitel, son chef d'état-major, peu enclin à le contredire, mais surtout d'Alfred Jodl :

« Même si cela doit cent fois contredire la doctrine de l'état-major [de l'OKH], nous gagnerons cette guerre parce que nous avons les meilleures troupes, le meilleur équipement, les meilleurs nerfs et un commandement unifié et résolu »

— Alfred Jodl, chef de la section opérations à l'OKW.
Autre tenant d'une offensive, le commandant de la Kriegsmarine, Erich Raeder, qui réclame pour elle la conquête de ports sur les littoraux normands et bretons. Ainsi soutenu un minimum, Hitler maintient malgré les objections qui lui sont faites sa décision d'attaquer dès que possible en assurant à Brauchitsch que la réaction française sera lente, que l'infanterie allemande est supérieure à son homologue française, que l'aviation paralysera l'artillerie française. Le 9 octobre, Hitler fixe la date de l'offensive au 25 novembre, sous l'unique réserve de bonnes conditions météorologiques (elle sera ainsi reportée 29 fois jusqu'au 10 mai,), et conformément à ses exigences, Halder expose un premier plan (Aufmarschanweisung Gelb, directive pour le déploiement Jaune) le 19 octobre.

## Évolution des plans opérationnels

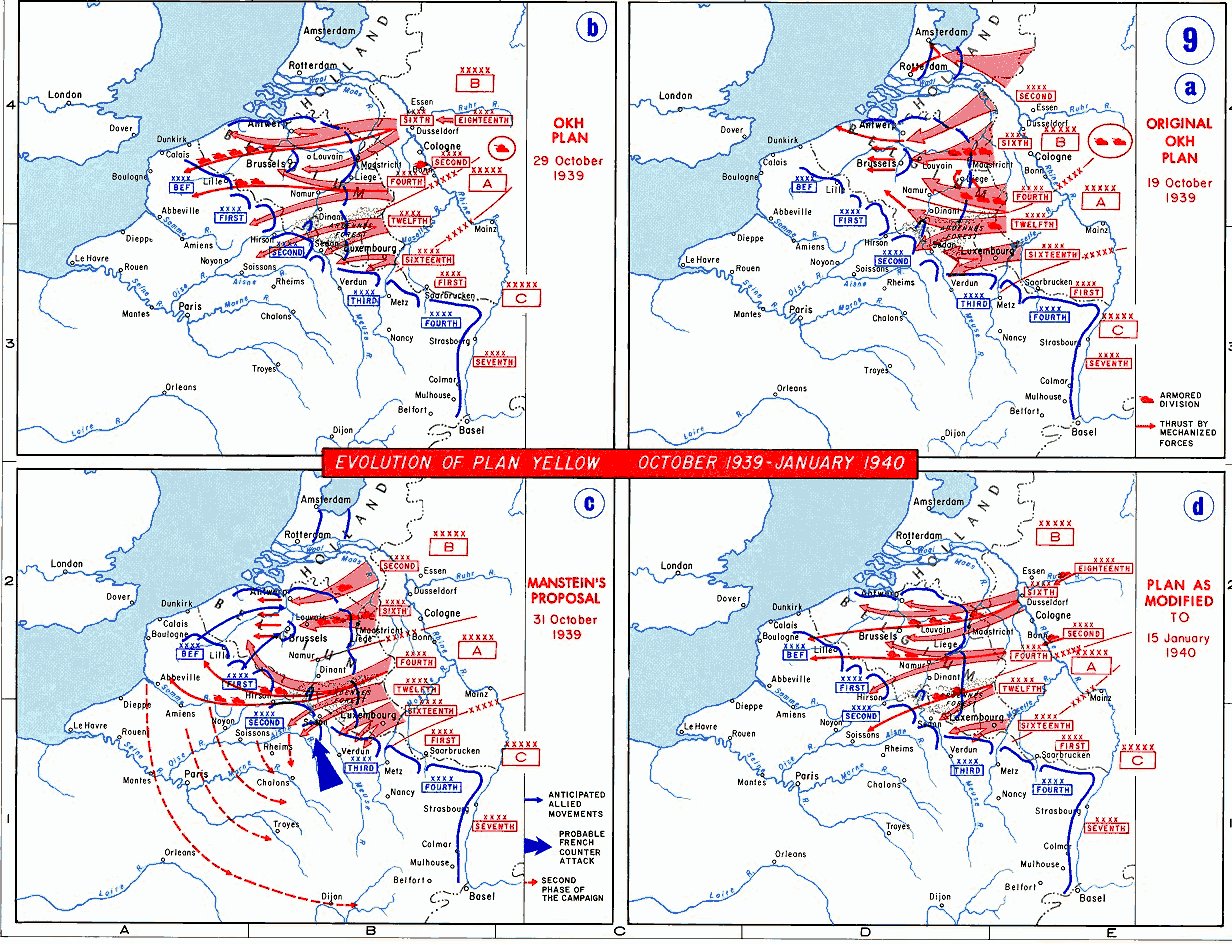
Le premier et le deuxième (ce dernier dans deux de ses versions) ordre de déploiement « Jaune », et la proposition de Manstein.

Après la campagne de Pologne, l'armée allemande à l'ouest se répartit en trois groupes d'armées ainsi qu'un détachement d'armée :
- le groupe d'armées C (Heeresgruppe C, Generaloberst Wilhelm von Leeb) de la Suisse au Luxembourg, face à la ligne Maginot ;
- le groupe d'armées A (Heeresgruppe A, Generaloberst Gerd von Rundstedt), face au Luxembourg (activé à partir du 26 octobre 1939);
- le groupe d'armées B (Heeresgruppe B, Generaloberst Fedor von Bock), face à la Belgique ;
- le détachement d'armée N (Armee-Abteilung N) face aux Pays-Bas.

Les « directives pour le déploiement Jaune » (Aufmarschanweisungen Gelb), diffusées par l’OKH, sont conçues par le General der Artillerie Franz Halder, chef d'état-major de l’OKH, de ses adjoints le Generalleutnant Carl-Heinrich von Stülpnagel (chef de la section logistique) et l’Oberst Hans von Greiffenberg (en), sous la direction du Generaloberst Walther von Brauchitsch, commandant en chef de l’OKH, en tenant compte des souhaits de l'OKW et en lien avec l'OKL et l'OKM. Comme c'était le cas à l'époque du Grand État-Major général, ces directives de déploiements ont pour objet la concentration et les objectifs initiaux des armées.

### Première directive de déploiement (19 octobre)

#### Principe
Reprenant en partie la directive no 6 de l'OKW dans ses objectifs généraux, l'OKH diffuse le 19 octobre 1939 le premier Aufmarschanweisung Gelb. L'effort principal doit être effectué par l'aile droite (à savoir le groupe d'armées B et le détachement d'armée N), au nord du sillon Sambre-et-Meuse où sera concentrée la masse des unités motorisées,.
Ce plan vise d'abord à mettre « hors de cause les forces hollandaises » et battre un maximum de forces belges dans la zone des fortifications frontalières, il s'agit ensuite de reconcentrer promptement des « forces puissantes, spécialement des unités rapides » dans la plaine belge pour « créer les conditions permettant de poursuivre l'attaque immédiatement avec une aile nord puissante » et à se saisir de la côte belge.
La directive de l’OKH insiste sur le fait que les principaux obstacles initiaux ne seront pas de puissantes forces ennemies mais des coupures d'eau (Meuse, canal Albert…), des fortifications, des barrages routiers… Et donc qu'il faut prévoir consciencieusement leur franchissement. Lorsque par la suite d'importants renforts ennemis interviendront, il s'agira en les attaquant énergiquement de contrecarrer leur concentration en puissants groupements de contre-offensive.
Afin de préserver la surprise sur le centre de gravité de l'opération, les grandes unités sont disposées en profondeur derrière les frontières, qu'elles gagneront en cinq nuits maximum, un préavis de sept jours pour l'offensive est nécessaire.

#### Missions

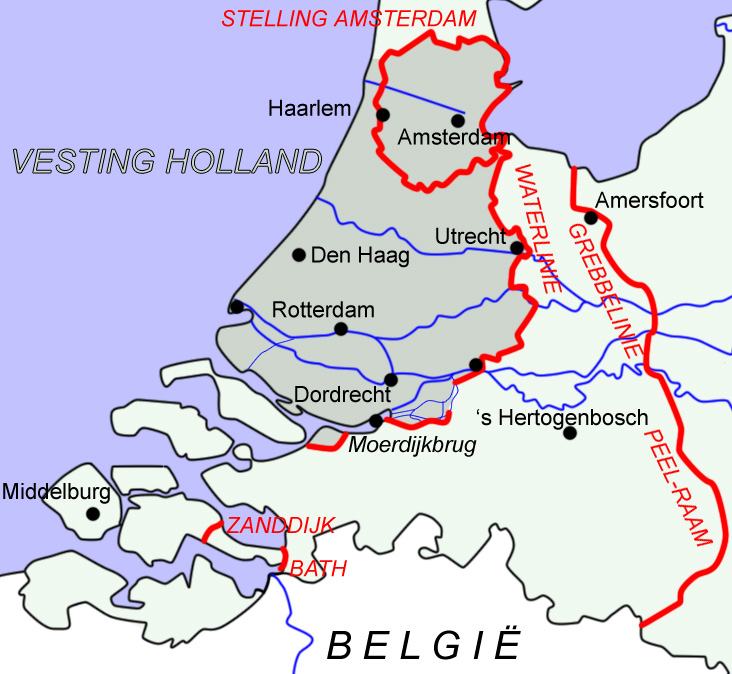
La nl et autres défenses néerlandaises, notamment la nl (forteresse Hollande).

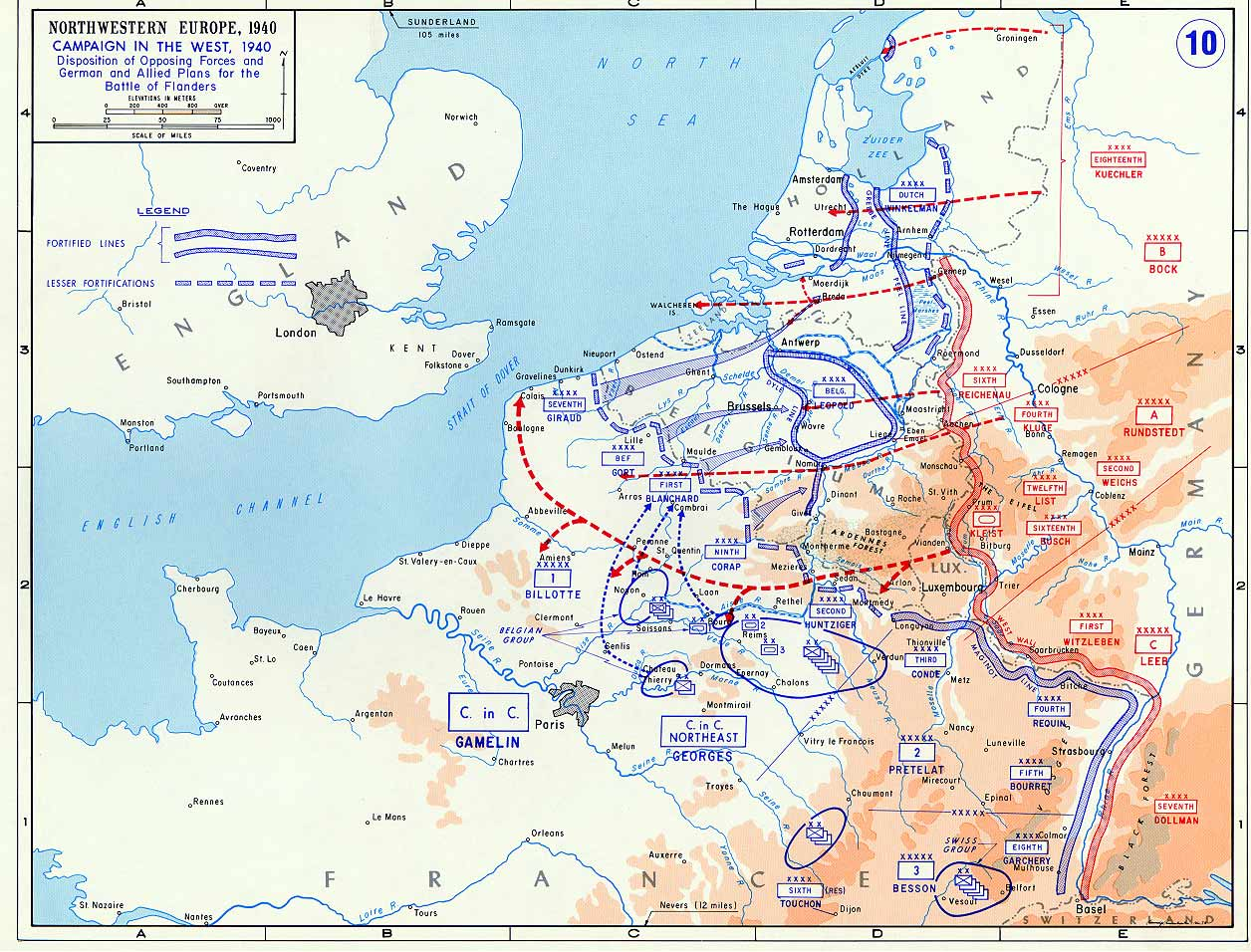
Fall Gelb IV et plan Dyle-Bréda.

Source : sauf mention contraire, van den Bergh 2009, chap. 40.
- Le détachement d'armée N, avec trois divisions d'infanterie[42], doit attaquer en direction d'Utrecht avec pour objectif de s'emparer de la ligne de la Grebbe (en), et de tirer parti de toute occasion de progresser rapidement vers Amsterdam et Rotterdam.
- Le groupe d'armées B a pour objectif de percer les fortifications belges, d'empêcher les forces belges de se réchapper d'Anvers et de Liège, une part maximale de l'armée belge doit être battue sur la frontière, et ensuite, concentrant ses forces au nord et au sud de Bruxelles, de poursuivre sans attendre pour se saisir du littoral belge (Bruges – Gand)[46].
  - La 2e armée (Weichs), avec quatre divisions d'infanterie, doit franchir la Meuse des Pays-Bas entre Nimègue et Arcen et attaquer en direction d'Aerschot au sud-est d'Anvers pour protéger l'attaque de la 6e armée d'une action venant d'Anvers.
  - La 6e armée (Reichenau), avec sept divisions d'infanterie et trois blindées, attaquant sur une ligne Aix-la-Chapelle – Venlo, doit rapidement franchir la Meuse et percer les fortifications belges au nord de Liège (la position fortifiée de Liège est à investir en liaison avec la 4e armée) en direction de Tirlemont à l'est de Bruxelles.
  - La 4e armée (Kluge), avec neuf divisions d'infanterie et trois blindées, doit attaquer et percer le plus rapidement possible la ligne de la Meuse entre Namur (la position fortifiée de Namur est à investir en liaison avec la 12e armée) et Liège (à investir en liaison avec la 6e armée) puis progresser vers le nord-ouest.
  - Sept divisions d'infanterie, deux motorisées et deux blindées sont en réserve du groupe d'armées.
- Le groupe d'armées A a pour mission la couverture du groupe d'armées B de toute incursion ennemie venant du sud, en progressant dans les Ardennes et en franchissant la Meuse au sud de Namur. Suivant les événements, elle flanc-gardera ou soutiendra la poursuite de l'offensive du groupe d'armées B vers l'ouest.
  - La 12e armée (List), avec huit divisions d'infanterie, une blindée et une motorisée, doit passer la frontière autour de Bastogne et, avec une puissante aile droite, traverser la Meuse entre Namur (à investir en liaison avec la 4e armée) et Fumay tandis que l'aile gauche tiendra la Semois depuis Bouillon jusqu'à la Meuse.
  - La 16e armée (Busch), avec 10 divisions d'infanterie, doit progresser à travers le Luxembourg pour se positionner sur une ligne faisant face au sud Semois – Arlon – Luxembourg, en liaison avec la 1re armée qui défend la Sarre.

Fall Gelb II, janvier 1940.

  - Six divisions d'infanterie sont en réserve du groupe d'armées.
- Le groupe d'armées C défend la ligne Siegfried avec les 1re (Witzleben) et 7e armées (Dollmann) totalisant 25 divisions[42].

#### Réception
Présenté à Hitler, celui-ci aurait réagi négativement, estimant qu'il s'agirait d'une réédition du plan Schlieffen, bien que l’OKH se soit conformé à ses instructions et que les deux plans n'aient en commun que d'avoir un effort principal initial sur l'aile droite exercé vers la Belgique et le Nord de la France. En revanche là où le plan Schlieffen cherchait une victoire stratégique, le plan Jaune présenté ne prévoit pas de faire la décision,. Certains historiens (Frieser, Jean Vanwelkenhuyzen (de)) jugeant le plan sans imagination pensent que Halder, opposant à une offensive, aurait volontairement fait le minimum pour respecter les directives d'Hitler, à la limite du « sabotage ». Pour Koeltz, l'OKH, conscient de ses moyens limités, ne cherche pas une grande opération et vise d'abord à s'assurer de pouvoir déboucher dans la région de Bruxelles, et que la concentration de forces puissantes et rapides dans cette région laisse penser que l'OKH veut atteindre l'objectif de Hitler — la côte belge — par une poussée en direction du sud-ouest.

« Que l'OKH s'en soit tenu au premier objectif, c'était chose logique et conforme à la doctrine du grand Moltke : ne pas ordonner au delà de la première rencontre »

— Louis Koeltz, Comment s'est joué notre destin.
Koeltz ajoute que rien ne laisse présager ce que fera l'OKH après avoir atteint la côte belge, et qu'il est donc exagéré de dire que l'OKH reprend le plan Schlieffen.
Hitler, qui a pensé l'offensive de l'ouest en termes de stratégie, prend conscience avec la directive Jaune des difficultés que l'opération va rencontrer, et s'inquiète notamment des nombreux cours d'eau à franchir, en particulier au nord de Liège avec la Meuse, le canal Albert sous les feux du fort d'Ében-Émael. Le 21 octobre, il commence à envisager avec Keitel et Jodl l'utilisation de planeurs, parachutistes et d'agents spéciaux pour s'emparer par surprise des ponts et forts, et garantir ainsi la vitesse de l'offensive générale. Le lendemain, il pense aussi envoyer la 7e division parachutiste et la 22e division d'infanterie (aéroportée) dans la région de Gand pour empêcher le repli de l'armée belge depuis Anvers vers la côte française. Il fait part de ses idées et interrogations à l'OKH. Halder et Brauchtisch lui précisent que les 4e et 6e armées avanceront en deux échelons, le premier rapide, blindé et motorisé, le second normal, et qu'elles regrouperont ensuite leurs échelons rapides dans la région de Bruxelles sous le commandement de Reichenau, son infanterie passant à la 2e armée. L'utilisation d'artillerie lourde sur voie ferrée, de fumigènes, est préparée contre Ében-Émael, la décision d'attaque aéroportée n'étant pas du ressort de l'OKH, cela revient à l'OKW. Hitler trouve que le détachement d'armées N est trop puissant car il sera de toute façon bloqué par la ligne de la Grebbe et ses inondations, ce à quoi l'OKH répond s'être conformé à ses intentions.
Lors d'une nouvelle conférence, le 25 octobre, Hitler demande qu'on renforce les moyens de l'offensive, et prélever pour cela des unités en Pologne et au groupe d'armées C qui a un rôle passif. Il continue à donner ses idées, comme celle de détruire des barrages et digues pour limiter les inondations devant le détachement d'armées N. Il s'inquiète aussi qu'en faisant passer la 4e armée de l'est vers le nord-ouest de Namur, on ne pourra avoir qu'un petit enveloppement, Halder lui répond qu'une puissante aile enveloppante sera formée lorsque les divisions blindées se rejoindront dans la région de Bruxelles. Bock, Kluge et Reichenau étant présents ensuite, Hitler en profite pour insister sur l'engagement en avant des unités rapides, pousser les Franco-Britanniques à manœuvrer, domaine où ils sont inférieurs, pour ne pas retomber dans le schéma de la Première Guerre mondiale. Bock, Kluge et Reichenau ont alors l'occasion d'exprimer devant Hitler leurs réticences quant à une offensive à l'automne – hiver. Bock s'attache ainsi d'abord à expliquer que, vu le dispositif des Français et des Belges, les Alliés pourraient être en force à Anvers avant les Allemands et l'opération pourrait prendre une tournure statique sur une ligne Anvers – Namur – Meuse de Dinant ; que pour l'éviter il faudrait utiliser massivement l'aviation ce que limiteraient les conditions météorologiques en cette saison.
Plus tard au cours de cette conférence, Hitler explique qu'« au début il avait souhaité et pensé n'exécuter l'attaque principale qu'au sud de la Meuse de Liège, peut-être avec une opération secondaire contre cette place […] pour couper et anéantir, en poussant en direction générale de l'ouest puis du nord-ouest, les forces ennemies stationnées en Belgique ou y pénétrant ». Ou alors, « s'il ne serait pas possible de continuer la percée en direction de Reims – Amiens », concluant finalement qu'« évidemment le tout est de savoir si on pourrait percer ou non dans cette région ». Le lendemain, il décide d'ajouter un nouveau centre de gravité à l'opération, au sud du sillon Sambre-et-Meuse, par la 12e armée, et que les « unités blindées devront être engagées en masse là où le succès interviendra ». Informé, Halder prend note : « Important changement du plan initial : tenter de percer n'importe où ». Deux groupements doivent être formés, pour agir en direction de Gand et/ou en direction de l'ouest. Confus initialement dans ses idées, Hitler se justifie plus clairement devant l'OKH le 28 octobre : alors qu'au nord de Liège les difficultés se présenteront immédiatement, au sud la progression sera d'abord plus aisée avant que ne se présente la Meuse de Namur – Mézières qui pourra avoir été renforcée, le temps de l'atteindre, par l'ennemi. Ne sachant a priori où il y a le plus de chance de percer, Hitler veut essayer les deux possibilités.
Fort de ces changements, un nouveau plan est rédigé par l’OKH, toujours sous la pression de Hitler qui avance le 22 octobre, malgré l'opposition de Brauchitsch, la date de l'offensive (jour-A, A-Tag) au 12 novembre (devant être confirmée sept jours avant) après avoir appris que les unités blindées et motorisées seraient prêtes pour le 11. L'OKH active alors dans la précipitation le groupe d'armée A et les 12e et 16e armées, ne disposant pas de moyens de transmissions à leur affecter avant plusieurs semaines.

### Deuxième directive de déploiement (29 octobre)

#### Principe
Le deuxième ordre de déploiement est envoyé par l’OKH à l’OKW le 29 octobre 1939. Afin de « créer des conditions favorables à une continuation de la guerre terrestre et aérienne contre l'Angleterre et la France », les objectifs poursuivis par ce plan sont de faire s'engager et d'éliminer un maximum de forces alliées au nord de la Somme et la prise des côtes de la Manche, là où le précédent plan ne concernait que la côte belge et la destruction des forces belges en repoussant celles des Alliés venues à leur secours. Les Pays-Bas ne sont plus concernés par l'offensive, si ce n'est par la traversée de la province du Limbourg dans le but d'attaquer la Belgique sur un front plus étendu. L'essentiel de l'effort est toujours exercé par le groupe d'armées B, et s'est globalement déplacé vers le sud par rapport au premier plan, tandis que les effectifs sur la ligne Siegfried (groupe d'armées C) sont affaiblis,. En fait, ce plan prévoit deux axes d'efforts initiaux, un troisième sera même ajouté ; Hitler désire former le centre de gravité (allemand : Schwerpunkt) de l'opération seulement au cours de celle-ci sur l'axe qui progressera de manière effective, contre l'avis d'Halder et de Brauchitsch,.

#### Missions
Source : sauf mention contraire, van den Bergh 2009, chap. 41.
- Le groupe d'armées B doit attaquer de part et d'autre de Liège en direction de l'ouest, et doit poursuivre sans perdre de temps vers la Manche en direction de, selon la situation, soit Ostende (nord-ouest), soit Boulogne-sur-Mer (ouest) ou soit Abbeville (sud-ouest). Les unités rapides doivent être engagées dès que la percée des fortifications de la zone frontalière par l'infanterie aura été effectuée et doivent empêcher, en attaquant résolument, la formation d'un front par l'ennemi. Selon les besoins, ces unités pourront être réunies, ou recevoir un commandement séparée de l'infanterie en cas d'intervention en avant (Panzergruppe). Toutes les divisions blindées sont affectées à ce groupe d'armées[42].
  - La 6e armée, avec huit divisions d'infanterie, cinq blindées et deux d'infanterie motorisées, doit attaquer au nord de Liège, à travers le Limbourg, se flanc-garder d'une action néerlandaise et attaquer en direction de Bruxelles et d'Anvers, investir Liège en liaison avec la 4e armée et Anvers.
  - La 18e armée (Küchler), nouvellement formée à partir du détachement d'armée N[42], est échelonnée derrière la 6e armée.
  - La 4e armée, avec 12 divisions d'infanterie, quatre blindées et deux d'infanterie motorisée, doit attaquer entre Liège et Houffalize, traverser l'Ardenne puis la Meuse de part et d'autre de Namur (qui doit être investie), poursuivre en direction d'une ligne Nivelles - Chimay.
  - La 2e armée est échelonnée derrière la 4e armée.
  - 10 divisions d'infanterie sont en réserve du groupe d'armées.
- Le groupe d'armées A doit flanc-garder la B en traversant le Luxembourg et l'Ardenne. Son aile droite doit franchir la Meuse au sud de Fumay, percer les fortifications frontalières françaises, poursuivre en direction de Laon. Ce groupe d'armées ne dispose d'aucune division rapide[42].
  - La 12e armée, avec huit divisions d'infanterie, doit traverser le Luxembourg et l'Ardenne et réaliser avec une puissante aile droite la traversée de la Meuse et l'attaque en direction de Laon, protégeant ainsi le flanc sud du groupe d'armées B[56],[42]. Son aile gauche s'établit défensivement face à Sedan, en liaison à Carignan avec la 16e armée.
  - La 16e armée, avec 10 divisions d'infanterie, doit traverser le Luxembourg et l'Ardenne et s'établir face à la ligne Maginot entre Carignan et la Sarre.Fall Gelb II, janvier 1940.
  - Quatre divisions d'infanterie sont en réserve du groupe d'armées.
- Le groupe d'armées C défend toujours la ligne Siegfried avec les 1re et 7e armées (désormais 18 divisions d'infanterie)[42].
- 17 divisions d'infanterie et deux d'infanterie motorisées sont en réserve de l'OKH[42].

#### Réception et modifications

##### Un troisième axe d'effort: Sedan
Le 5 novembre, Brauchitsch qui a fait les jours précédents le tour des commandements de groupes d'armées et d'armées impliqués dans l'offensive rapporte à Hitler que d'après ce qu'il a constaté l'armée n'est toujours pas prête et il s'oppose à nouveau à l'offensive immédiate, provoquant la colère de Hitler qui l'éconduit. La concentration commence le jour même, la date du 12 étant maintenue pour l'offensive, mais les conditions atmosphériques sont si dégradées qu'elle est arrêtée le 7. L'offensive est désormais fixée au 15 ou 16. Mais Hitler veut apporter des changements au plan, et Halder obtient un report de l'offensive pour le 19 pour les effectuer.
En effet le 30 octobre, toujours soucieux de savoir si ses armées pourront passer la Meuse au nord de Liège ou au sud de Namur vers Dinant, Hitler remarque auprès de Jodl que des forces pourraient progresser rapidement d'est en ouest en direction cette fois de la Meuse de Sedan à travers le Luxembourg dépourvu d'armée puis la trouée d'Arlon - Tintigny - Florenville, ce n'est qu'après que des difficultés se présenteront avec la traversée de la Semois à Bouillon. Après avoir été averti le 5 novembre, l'OKH après discussion avec l’OKW émet un ordre le 11 novembre où une troisième force rapide (XIX. Armee-Korps (mot.) de Guderian avec deux divisions blindées, une motorisée et le régiment Großdeutschland) doit être constituée, avec pour objectif Sedan via la trouée d'Arlon. Le but est d'abord de favoriser la progression des 12e et 16e armées en repoussant les forces motorisées que l'ennemi enverrait en Ardenne, et ensuite de s'emparer « par surprise » d'une tête de pont à Sedan « et créer ainsi les conditions favorables pour la continuation des opérations, spécialement pour le cas où les forces blindées des 6e et 4e armées ne parviendraient pas à une exploitation stratégique ». Le transport des blindés doit être soigneusement camouflé.

« Il y a plus de chance sur l’aile sud. L’ennemi attend notre attaque en Hollande. Il faut exploiter les possibilités de succès du XIX. Armeekorps. »

— Jodl, chef du bureau des opérations de l'OKW, 17 novembre 1939.
Le 19, Keitel signe la directive no 8 de l’OKW, où il est ainsi question de faire passer rapidement du groupe d'armées B (à droite) au groupe d'armées A (au centre) le centre de gravité au « cas où la répartition momentanée des forces ennemies permettrait de laisser supposer que l'on pourrait y obtenir des succès plus grands ». Le XIV. Armee-Korps (mot.), réserve de l’OKH, est ainsi placé en arrière du groupe d'armées A. Cette directive confirme également celle de l’OKH datée du 15 et qui rétablit l'attaque contre les Pays-Bas jusqu'à la ligne de la Grebbe, par la 18e armée,,.
Dans le même temps, Rundstedt, qui a pris ses fonctions de commandant du groupe d'armées A le 26 octobre, envoie avec l'aide d'Erich von Manstein son chef d'état-major, deux mémoires à l'OKH le 31. Dans le premier, ils s'opposent essentiellement à l'idée d'une offensive immédiate, préconisant eux aussi la défensive et de laisser les Alliés attaquer, notant que List (commandant la 12e armée) est aussi du même avis. Le second critique les instructions de la directive Jaune et propose en retour un plan d'offensive avec un unique centre gravité au sud de la Meuse de Liège, pour agir en direction Arras - Boulogne-sur-Mer  et prendre à revers les armées Alliés qui s'avancerait ou non en Belgique.
Manstein qui a rencontré Brauchitsch pendant sa tournée début novembre obtient des divisions blindées (provenant de l'aile gauche du groupe d'armées B) pour la 12e armée en direction de Bastogne, mais elles servent finalement à constituer le XIX. Armee-Korps (mot.) qui doit agir vers Sedan.
Les conditions atmosphériques continuent à provoquer le report de l'offensive : la décision de fixer le jour-A est d'abord remise au 27 novembre pour une offensive au plus tôt le 3 décembre, puis cette décision est reportée au 4, puis au 6, puis au 12 décembre. Des changements sont apportés pour réduire les délais préliminaires à l'offensive : cinq jours seront désormais nécessaires à la concentration, le jour-A pourra donc être au plus tôt le 17 novembre, avec une annulation de l'offensive possible au plus tard la veille de celle-ci. La décision du jour-A est encore reportée pour le 27 décembre. Ce jour-là après avoir consulté ses météorologues comme à chaque fois, Hitler repousse tout choix au 9 puis 10 janvier
En décembre, il réaffirme sa volonté de ne former le centre de gravité qu'au cours de l'opération, et se garde la décision du choix de l'engagement de la 7. Flieger-Division (parachutistes).

##### Événements et remaniements de janvier
Le 10 janvier 1940, Hitler voit ses météorologues qui lui annoncent qu'au plus tard à partir du 14 il y aura douze à quatorze jours de temps sec et froid. Hitler décide de déclencher le 14 une offensive aérienne suivi le 17 (le jour-A) à 8 h 16 (heure-X, allemand : X-Zeit) d'une offensive terrestre.
Ce même 10 janvier, un avion allemand s'écrase en Belgique (incident de Mechelen) avec des documents concernant Fall Gelb. Ceux-ci tombent ainsi aux mains des autorités belges, qui transmettent aux Alliés les informations essentielles. Hitler décide le 11 de maintenir les offensives prévues en espérant devancer les éventuelles contre-mesures des pays adverses,,.
Le 13 janvier, le temps s'annonce finalement mauvais et l'offensive est annulée, la décision d'un nouveau jour-A est reportée au 15 puis au 16.
Quant aux pays concernés par l'offensive, l'incident de Mechelen et les renseignements (voir ci-dessous) qu'ils ont des intentions allemandes, conduisent le 13 janvier les Franco-Britanniques, Belges et Néerlandais à prendre différentes mesures de renforcement, les Alliés se mettent en position pour entrer en Belgique en attendant de cette dernière une autorisation qui ne viendra pas. Cette réaction alliée ne fait que confirmer aux Allemands ce qu'ils savent déjà sur leurs plans d'interventions en Belgique (plan Escaut, plan Dyle). Notamment en apprenant les mesures prises par les Belges et Néerlandais, lesquelles ont impressionné Hitler par leur rapidité, les Allemands prennent conscience des indiscrétions (voir ci-dessous) sur leurs plans et dispositifs. Ainsi le 15 puis 16 janvier, les conditions météorologiques étant toujours défavorables, Hitler repousse le déclenchement de l'offensive sans préciser cette fois de nouvelle date et il ordonne des mesures pour préserver l'effet de surprise et de repenser l'opération, ce que permet alors le report indéterminé de l'offensive — les dates trop rapprochées entre les différents reports ne permettaient pas d'effectuer d'importants changements,.
Les unités reçoivent ainsi l'ordre d'être désormais prêtes à attaquer en 24 h au lieu de cinq jours après leur mise en alerte. Le 20 janvier Hitler ne parle désormais plus de former au cours de l'offensive le centre de gravité, et alors le cantonnement des unités motorisées doit être de telle sorte que la constitution de ce centre de gravité ne soit pas décelée, l'accent est mis sur le camouflage, en particulier en ce qui concerne les unités ayant Sedan pour objectif.

« On peut attendre plus de succès de forces moindres attaquant par surprise que de forces plus puissantes luttant contre un ennemi préparé. »

— Journal d'Halder, 20 janvier 1940, à la suite d'une réunion.
Les décisions prises fin janvier marquent également à nouveau un déplacement de l'effort vers le sud, avec l'abandon d'une attaque en direction de Gand – Ostende, la mise en réserve de l’OKH de la 2e armée derrière le groupe d'armées A, la cession par le groupe d'armées C de trois divisions d'infanterie au profit de la réserve du groupe d'armées A et des dispositions pour la réussite d'une traversée de la Meuse à Sedan par le XIX. Armee-Korps (mot.) sont prises en misant sur la rapidité et la surprise. Par ailleurs, les Pays-Bas doivent désormais être conquis entièrement (y compris la forteresse Hollande (de)), ce qui ne devrait nécessiter que peu de forces. Pour cela, l'opération aéroportée contre Dinant prévue pour faciliter la traversée de la Meuse par la 4e armée et dont les documents relatifs font partie de ceux perdus à Mechelen, est annulée en faveur d'une contre la Hollande.

### Troisième directive de déploiement (30 janvier)
Ces décisions se traduisent par un nouvel ordre de déploiement, daté du 30 janvier 1940, qui reprend en grande partie le précédent avec les modifications qui lui ont été apportées. L'objectif reste la destruction des armées alliées au nord de la Somme, l'occupation des Pays-Bas et de la Belgique, mais le but affiché est désormais de « créer la condition pour une victoire rapide et décisive sur l’armée franco-anglaise » tandis que la Manche n'est plus évoquée. N'est également plus envisagée la formation d'un centre de gravité au cours de l'opération, tandis que le groupe d'armées A, au centre, est encore renforcé.
Parmi les changements, la 6e armée est portée de 8 à 14 divisions d'infanterie, elle est destinée à affronter le gros des forces belges et alliées. La 4e armée ne doit plus passer la Meuse qu'au sud de Namur et perd une division blindée, ses trois autres sont renforcées en chars plus modernes Panzer III et IV. La 12e armée gagne en forces blindées et son infanterie est améliorée (divisions de la 1. Welle). Le 13, Hitler se plaindra, en estimant que la Meuse ne pourra être franchie sur ce front, que ces chars ne se trouvent pas à l'endroit décisif.
Le temps en février ne se prête toujours pas à l'offensive, et les prévisions en vont de même pour mars et avril.
Le 7 février a lieu un Kriegsspiel au groupe d'armées A simulant une attaque par le massif ardennais. Le corps de Guderian atteint la Meuse en trois jours, Guderian veut la franchir le cinquième jour, mais la direction de l'exercice (Blumentritt, chef du bureau des opérations du groupe d'armées A) veut attaquer plus tard, le neuvième jour, avec des renforts en artillerie lourde. Pour Halder, l'exercice, qui simulait également une contre-offensive française de 40 divisions sur l'axe Malmedy – Liège, montre que le flanc sud de l'offensive devrait résister, et concernant la question de traverser la Meuse dans la foulée ou par un assaut méthodique, pour lui il faudra en décider le jour de l'arrivée sur le fleuve. Le 11, un autre Kriegsspiel montre à nouveau la faiblesse du secteur de Sedan et Carignan, alors que la tête de pont de Charleville-Mézières reste aux mains des Français.
Le 13 février, Hitler demande de réaliser un nouveau plan : il s'est décidé à porter l'effort principal par Sedan,.

### Dernière directive de déploiement (24 février) — plan final

#### Principe
L'Aufmarschanweisung Gelb (directive de déploiement Jaune) du 24 février 1940 — ce sera la dernière —, fixe pour objectif de défaire un maximum d'unités franco-britanniques en vue de permettre l'anéantissement de leurs capacités militaires et une invasion rapide des Pays-Bas pour y éviter une intervention britannique.
Les Allemands savent que l'armée alliée face à eux sera divisée entre une aile marchante qui entrera en Belgique avec les meilleures unités pour s'opposer à une offensive allemande qui y serait menée, tandis que l'autre aile tiendra la ligne Maginot ; ils savent aussi que le centre du front, au débouché du massif ardennais, et en particulier Sedan, en constitue un point faible puisque ce massif est considéré comme impénétrable à une attaque de grande ampleur par le grand quartier général français, , lequel ne croit pas non plus possible de tenter le passage de la Meuse dans la foulée.
A contrario, le commandement allemand estime être capable de traverser le massif ardennais rapidement avec des unités blindées en trois jours,, qui seront suivies par le gros de l'armée allemande, et espèrent ainsi mener une attaque surprise en tentant de traverser la Meuse immédiatement, fleuve sur lequel doit reposer ici le front allié,. Une attaque menée bien plus tôt que ne s'y attendent les Alliés doit les surprendre et empêcher ceux-ci de renforcer ce point faible de leur dispositif, et ainsi favoriser les chances d'une percée rapide de leur front ici. Celle-ci réalisée, les unités blindées doivent l'exploiter immédiatement en poursuivant l'offensive en direction de l'embouchure de la Somme pour y atteindre la Manche, enveloppant ainsi les troupes alliées qui se sont engagées en Belgique et aux Pays-Bas,. Ces unités alliés se seront avancées dans ces pays à la suite de l'offensive allemande de diversion qui sera menée dans la plaine belge et aux Pays-Bas et qui doit persuader le haut commandement allié que c'est bien là que se situe l'effort principal allemand, et se trouveront fixés par cette attaque,. Face à la ligne Maginot, les Allemands chargés de la défense de la ligne Siegfried feindront d'attaquer pour y fixer un maximum de troupes alliées.

#### Missions
Source : sauf mention contraire, van den Bergh 2009, chap. 51.
Les forces allemandes à l'ouest (135 divisions dont 42 en réserve) sont globalement réparties en trois groupes d'armées totalisant huit armées : 
- le groupe d'armées B (Heeresgruppe B, Bock), comprenant 24 divisions d'infanterie, 3 blindées et 2 motorisées[94], doit s'emparer des Pays-Bas et faire diversion pour attirer en Belgique un maximum de forces franco-britanniques[92].
  - La 18e armée (18. Armee, Küchler), avec sept divisions d'infanterie et une blindée[95], est chargée de l'invasion des Pays-Bas pour y éviter une intervention alliée. avec des troupes rapides elle doit avancer au sud du Waal vers l'embouchure de l'Escaut et les îles Zélande pour empêcher une liaison entre les forces néerlandaises et celles des « anglo-belge »[n 9], au nord de la Waal elle attaquera la forteresse Hollande (de). Des forces seront aéroportés près de La Haye pour impressionner le gouvernement néerlandais, Hitler croit pouvoir ainsi obtenir une capitulation rapide des Pays-Bas comme avec le Danemark en avril[95]. Plus au nord, de faibles forces doivent s'emparer de la province de Groningue et s'emparer de l'Afsluitdijk qui ferme le lac d'IJssel, et une occupation rapide des îles de la Frise-Occidentale est jugée importante pour leur utilisation par la Luftwaffe.
  - La 6e armée (6. Armee, Reichenau), avec 14 divisions d'infanterie, deux blindées et une motorisée[95], depuis une ligne Venlo – Aix-la-Chapelle, doit franchir rapidement la Meuse et percer les fortifications frontalières belges, investir la ligne de défense d'Anvers et la position fortifiée de Liège. Elle doit attaquer en direction générale de l'ouest.
- le groupe d'armées A (Heeresgruppe A, Rundstedt), le plus important avec 35 divisions d'infanterie, 7 blindées et 3 motorisées[94], devra réaliser l'attaque enveloppante à travers le massif ardennais (entre Liège et la frontière franco-luxembourgeoise) jusqu'à la Manche. Il doit franchir pour cela avec ses unités blindées la Meuse entre Dinant et Sedan par une attaque surprise et poursuivre en direction de la basse-Somme[92]. Parallèlement, il doit couvrir l'ensemble de l'offensive d'une action alliée provenant de la région de Metz – Verdun.
  - la 4e armée (4. Armee, Kluge), avec neuf divisions d'infanterie et 2 blindées[95], doit percer la frontière belge entre Liège et Houffalize et traverser la Meuse entre Yvoir et Fumay, avec des forces rapides à Dinant et Givet, et poursuivre en direction de Beaumont – Chimay. Liège est à investir en liaison avec la 6e armée.
  - la 12e armée (12. Armee, List), avec 11 divisions d'infanterie[95], doit traverser le Luxembourg et percer la frontière belge autour de Bastogne, suivre les forces rapides (Panzergruppe von Kleist (Kleist), 5 divisions blindées et 3 motorisées[96]) en avant de son front et franchir la Meuse entre Fumay et Sedan. Elle doit ensuite, avec la 4e armée, poursuivre en direction de l'ouest.
  - la 16. Armee (Busch), avec 12 divisions d'infanterie[95], avance à travers le Luxembourg et le sud de la Belgique pour se positionner défensivement face à la ligne Maginot entre Mouzon et la frontière germano-luxembourgeoise, en liaison avec la 1re armée. Une fois en place, elle doit normalement passer sous contrôle du groupe d'armées C.
  - la 2e armée (2. Armee, Weichs) suit le groupe d'armées A dans la profondeur, pour s'insérer dans l'espace du front qui devrait se libérer entre les 16e et 12e armées par la progression vers l'ouest de cette dernière après le franchissement de la Meuse.
- le groupe d'armées C (Heeresgruppe C, Leeb), tient la ligne Siegfried et simule des attaques contre la ligne Maginot pour y fixer un maximum de troupes ennemies. Elle dispose de 1re armée (1. Armee, Witzleben) et de la 7e armée (7. Armee, Dollmann) totalisant 19 divisions d'infanterie[94].
- les forces aériennes sont reparties sous le commandement des Luftflotte 2 (Kesselring) et 3 (Sperrle), appuyant respectivement les groupes d'armées B et A, et doivent en premier lieu s'en prendre aux capacités aériennes de l'ennemi, s'attaquer aux moyens de commandement et aux axes de communications, et assurer le soutien aux forces terrestres[95]. En particulier, l'offensive aérienne initiale visera essentiellement les forces aériennes ennemies, la deuxième devra appuyer les forces terrestres en s'attaquant aux renforts adverses qui se déplacent vers le front. L'appui aérien au sol sera également prioritaire lors de l'assaut contre le front français de la Meuse[97].

En de nombreux endroits du front d'attaque, des opérations aéroportées sont prévues (par des forces régulières aéroportées ou de l'Abwehr), principalement contre les Pays-Bas. Il s'agit d'obtenir une capitulation rapide de ce pays mais aussi de s'emparer des ponts (grandes rivières, Meuse de Maastricht…) pour favoriser la progression des forces motorisées. Toujours selon ce principe, une opération spéciale doit neutraliser le fort d'Ében-Émael. En Ardenne, l'opération « Niwi », utilisant des avions de reconnaissance comme transport, doit favoriser le franchissement de la frontière belgo-luxembourgeoise, tandis qu'au sud du Luxembourg sera menée une autre opération semblable pour contrôler les carrefours sur le flanc de la progression allemande,.

#### Réception et ultimes reports
Plusieurs généraux s'opposent à ce plan, notamment les commandants de groupe d'armées Bock et Rundstedt, le chef d'état-major de ce dernier Sodenstern (remplaçant Manstein), etc. Bock craint une contre-offensive française à Sedan par les troupes de la ligne Maginot ; Rundstedt et Sodenstern s'interrogent sur l'opportunité d'engager les blindés en première ligne en Ardennes et sur leurs possibilités de franchir la Meuse, ils ne voudraient les engager qu'une fois la percée effectuée. Face à ces critiques, Halder et Brauchitsch défendent le plan, il ne sera pas changé.

« Même si l'opération n'avait que dix pour cent de chances de réussir, j'y tiens. Car elle seule conduira à l'anéantissement de l'adversaire »

— Halder s'adressant à Bock.
Fin mars, Hitler qui prépare avec l'OKW l'invasion du Danemark et de la Norvège — l'opération Weserübung — dit à Halder vouloir déclencher cette invasion le 9 ou 10 avril, puis l'offensive à l'ouest quatre ou cinq jours après. Si le Danemark et la Norvège sont bien attaqués le 9, l'offensive à l'ouest est repoussée, les opérations en Norvège rencontrant d'importantes difficultés les jours suivants. Hitler relâche temporairement la pression, Fall Gelb ne doit pas démarrer avant la fin avril, mais le 24 aucune date n'est encore fixée ni même envisagée. Les derniers jours d'avril voient Berlin se détendre peu à peu sur la situation en Norvège et dès le 27 Hitler annonce à Jodl vouloir attaquer entre le 1er et le 7 mai. Le préavis est alors de trois jours (notamment pour l'aviation) mais le 1er mai Hitler ordonne de pousser les préparatifs afin que pour le 4 l'opération puisse démarrer du jour au lendemain, donc au plus tôt le 5. Cependant les prévisions météorologiques du 3, du 4 puis du 5 mai repoussent la date potentielle au 6 puis au 7 puis au 8 mai. Le 6, l'OKW diffuse les ordres conventionnels d'exécution ; un signal « Dantzig » devant être envoyé seulement 12 h avant l'heure-X par Hitler pour confirmer que l'offensive doit se déclencher comme prévu, ou « Augsburg » en cas de report, et c'est ce dernier qui est finalement envoyé par Hitler dans l'après-midi du 7, toujours à cause des conditions atmosphériques incertaines. La décision est remise au 8 et l'offensive peut alors avoir lieu au plus tôt le 9, c'est le souhait initial de Hitler, mais Hermann Göring insiste et obtient que le déclenchement ait lieu le vendredi 10 mai pour s'assurer que la Luftwaffe bénéficiera de conditions optimales à l'aube. Le lendemain midi Keitel signe l'ordre fixant le jour-A (A-Tag) au 10 mai et l'heure-X (X-Zeit) à 5 h 35 ; enfin à 21 h Hitler déjà en route pour son quartier général de campagne (Felsennest) est informé que les prévisions météorologiques sont maintenues, il envoie alors l'irréversible confirmation : « Dantzig ».

#### Revendication du «plan coup de faucille»
« Un plan heureux ne manque jamais de parrains. »

Pour l'historien Karl-Heinz Frieser, la « discussion de [la question de qui a été l'initateur de l'idée du « coup de faucille »] est d'une importance primordiale ». La conception de Fall Gelb IV — surnommé « plan coup de faucille » — a principalement été revendiquée par Adolf Hitler, par le chef d'état-major de l’OKH, Franz Halder, et enfin par Erich von Manstein qui occupait le poste de chef d'état-major du groupe d'armées A de Gerd von Rundstedt jusqu'en janvier 1940.
À partir de mai 1940, alors que la campagne de l'ouest se déroule favorablement, la propagande et les responsables nazis attribuent son succès à Hitler, qui affirme être le concepteur du plan de campagne,. Par la suite, Halder se réclame comme étant bien à l'origine de l'idée du « coup de faucille ». Dans son The other side of the hill (1948), l'auteur Basil Henry Liddell Hart est le premier à publier l'affirmation que Manstein est le véritable auteur du plan,, et celui-ci défendra cette thèse dans ses mémoires publiés ultérieurement.
De nombreux auteurs sur le sujet considèrent que c'est l'OKH — notamment Halder — qui conçut le plan tel qu'il a été appliqué, mais en se fondant sur une partie des propositions de Manstein qu'Hitler aurait imposées,, .
Louis Koeltz y voit là une des « légendes [qui] continuent à courir […] La question de la genèse du plan allemand est infiniment plus complexe ». Ainsi d'autres historiens comme Robert A. Doughty (de) estiment que le plan a suivi une évolution longue et prudente vers sa forme finale, combinaison du travail de Brauchitsch, Halder, Manstein, Rundstedt et Hitler, non comme brusquement imposé par Hitler à la suite de sa rencontre avec Manstein.

##### Par Hitler
Lors d'une conférence le 25 octobre 1939 avec Brauchitsch et Halder, Hitler surprend ses interlocuteurs en les interrogeant sur la possibilité d'une offensive principale sur la Meuse au sud de Liège – Namur (au lieu d'une attaque au nord de Liège) en direction de l'ouest puis nord-ouest pour piéger les forces ennemies avancées en Belgique et de les y détruire. Pour l'historien Frieser (Le mythe de la guerre éclair, 2003), « ce serait une erreur de mettre sur le même plan ce fragment d'idée et les réflexions mûrement réfléchies et rigoureusement fondées de Manstein […] Il s'agissait bien plus d'une de ces impulsions subites du dictateur ». Selon le général Halder, les « interventions [de Hitler] au cours de l'opération, par la suite, montrent à quel point il était peu en mesure de penser cette idée sur le plan militaire ».
À partir du 5 novembre, Hitler parle d'affecter des unités blindées à la 12. Armee sur la proposition du colonel Schell (de) afin de mener une attaque contre Sedan. Ainsi, le 11, à la suite d'un de ses ordres, le XIX. Armee-Korps (mot.) de Heinz Guderian est assigné à une attaque contre Sedan — qui apparaît ainsi pour la première fois dans le plan allemand — via la trouée d'Arlon pour faciliter la mission des 12. Armee et 16. Armee. Frieser reprend les remarques d'après guerre émises par des généraux allemands comme Manstein, Halder ou Hoth, selon lesquels Hitler ne pensait à propos de Sedan que sur le plan tactique, ayant compris que la Meuse y serait plus facile à traverser, mais pas sur le plan opérationnel et stratégique. Hitler ne renonce initialement pas d'ailleurs aux deux axes d'efforts originaux de l'ordre de déploiement du 29 octobre auxquels celui sur Sedan vient s'ajouter, il espère alors former le centre de gravité au cours de l'opération sur l'axe qui obtiendrait le plus de succès.
Frieser cite Gerhard Engel, selon qui le 2 février le chef du bureau des aides de camp d'Hitler, Schmundt, revint « très excité » de l'état-major du groupe d'armées A car il y aurait discuté avec Manstein et remarqué que celui-ci avait « les mêmes conceptions quant à l'effort principal des forces armées, que celles que le Führer exprimait sans arrêt, mais sous une forme nettement plus précise ». Il en aurait ainsi parlé à Hitler ; pour Frieser c'est ainsi qu'à partir de cette date Hitler se serait résolu à faire modifier de manière importante par l’OKH le plan d'opérations à partir des idées de Manstein.
L'historien François Delpla estime quant à lui qu'Hitler est bien à l'origine du « coup de faucille » par les Ardennes et Sedan, et que les propositions de Manstein n'ont fait que l'affermir dans cette idée. Selon Delpla, Hitler avait un plan de guerre qui allait au-delà d'une victoire contre les Alliés dans le Nord, puisqu'il aurait prévu, en menant parallèlement une diplomatie active, d'obtenir de ce succès militaire une paix avec la France et la Grande-Bretagne, pour ensuite se retourner contre l'Union soviétique et conquérir le Lebensraum,.

##### Le «plan Manstein»

###### Les objections de Manstein aux premiers plans
Le Generalleutnant Erich von Manstein, en tant que chef d'état-major du groupe d'armées A, prit connaissance du premier ordre de déploiement Jaune le 21 octobre. Il est rapidement très critique à l'égard du plan de l’OKH. Le 31 octobre, avec le concours de l'Oberst Blumentritt et de l'Oberstleutnant Tresckow respectivement chef de la section logistique et chef du bureau des opérations du groupe d'armées A et enfin de son chef le Generaloberst von Rundstedt, il envoie deux lettres à l’OKH où il reproche qu'une attaque par l'aile droite (groupe d'armées B) en Belgique à laquelle les Alliés s'attendent sûrement ne peut pas espérer une surprise stratégique comme le plan Schlieffen en 1914, et conduirait par conséquent à un choc frontal ne pouvant donner lieu au mieux qu'à un succès opérationnel limité,. Manstein juge qu'il faut mener une opération visant dès le départ la décision sur le plan stratégique, considérant qu'a contrario l’OKH cherche un succès partiel pour voir ensuite,. Manstein craint également une contre-offensive française de grand style dans le flanc sud de l'attaque allemande pour laquelle ce serait d'autant plus dangereux qu'elle se serait avancée le long de la Manche,. En estimant que les Français pourraient réunir 50 divisions dans cette opération, Manstein signale que le groupe d'armées A n'aurait pas les moyens (avec ses 22 divisions) d'y faire face,.
En revanche, à l'opposé de la plupart des généraux, Manstein est bien partisan d'une offensive à l'ouest, mais contrairement à Hitler, il préfère attendre en raison des lacunes de l'armée et de la saison (voir plus haut),. Avec ses collaborateurs et son chef, il soumet donc ses propositions à l’OKH.

###### Propositions de Manstein
Dans ses lettres et celles qui suivront, Manstein suggère ainsi d'effectuer l'effort principal au sud de Liège et non plus au nord, à travers le massif ardennais en direction de la basse-Somme avec des unités motorisées afin d'envelopper les forces alliées avancées en Belgique — c'est le « coup de faucille » —, et réclame pour cela trois armées au centre : une qui doit réaliser l'enveloppement en attaquant vers l'ouest, une autre doit défendre offensivement le flanc sud de la manœuvre en attaquant direction sud-ouest (Rethel), enfin la troisième armée doit se positionner à l'est de Sedan défensivement face au sud. L'armée qui doit défendre de manière offensive le flanc sud doit ainsi prévenir la contre-offensive française qu'il juge certaine, mais aussi, en empêchant la constitution d'un nouveau front allié cohérent sur le flanc sud, préparer la seconde phase de la campagne, à savoir l'enveloppement des forces le long de la ligne Maginot,. Manstein est conforté par l'avis positif du spécialiste des blindés Guderian, de la possibilité de lancer une offensive avec des unités mécanisées à travers les Ardennes, réputées comme un terrain difficile,.
L’OKH ne réagit pas aux lettres du 31 octobre, Halder jugeant qu'elles ne contiennent « aucun élément positif », ni aux deux autres notes qui suivent. Enfin, Halder répond à celle du 30 novembre que les idées du groupe d'armées A correspondent à celles de l’OKH mais qu'Hitler veut maintenir l'effort plus au nord. Les notes qui suivent ne reçoivent pas de réponse, par ailleurs l’OKH refuse de les transmettre à l’OKW. C'est ainsi que selon Frieser, Hitler n'aurait pris connaissances des idées de Manstein qu'en février et aurait fait changer le plan Jaune à partir d'elles (voir ci-dessus), une rencontre personnelle entre Hitler et Manstein aurait également eu lieu le 17 février. Néanmoins, l'idée d'une défense offensive du flanc sud n'apparaît pas dans Fall Gelb IV, Halder la considérant comme « une tout autre opération ». De nombreux généraux allemands (Guderian, Hoth, Warlimont, etc.) et historiens (Liddell Hart, Horne, etc.) attribuent de la même manière la conception originelle du « coup de faucille » à Manstein.
L'historien Eric van den Bergh (Victoire éclair, 2009) soutient au contraire que la conception de Fall Gelb IV n'est pas de Manstein, que ses idées n'auraient rien apporté. D'abord sur la question du franchissement de l'Ardenne : le haut-commandement n'aurait jamais considéré l'Ardenne comme impénétrable à une offensive de forces motorisées, ainsi l’OKH prévoyait déjà dans le premier ordre de déploiement (19 octobre) d'engager quatre divisions blindées et deux motorisées en Ardenne ; et que l'idée d'une percée à Sedan ne vient pas de Manstein qui l'a seulement intégré à son plan après que Hitler l'a imposée. Ensuite sur l'intention de percer vers la basse-Somme, Van den Bergh écrit qu'elle va de soi, les Allemands l'ayant d'ailleurs tenté en 1918 (offensive Michael), jugeant par ailleurs que Fall Gelb IV n'a rien de révolutionnaire, puisqu'il consiste en une attaque principale enveloppante misant sur la surprise et une attaque de diversion, déjà décrie chez Sun Tzu, et citant Carl von Clausewitz : « Une chose aussi naturelle que le contournement de l’ennemi, qui s’est vue mille fois, ainsi que des dizaines d’affaires semblables, n’apparaissent plus comme des exploits nécessitant un grand effort intellectuel ». Et que justement, il manque l'idée de diversion-fixation de l'aile marchante chez Manstein et que sa proposition de défendre par une offensive le flanc sud est une chose formellement déconseillée par Clausewitz, Halder ayant d'ailleurs considéré cette idée comme « une tout autre opération ». Van den Bergh juge aussi négativement la pertinence des suggestions de Manstein et des critiques qu'il formule contre les plans de l’OKH.

##### Par Halder — OKH
Après guerre, Halder se défendit d'avoir bien été l'auteur du plan. Plusieurs auteurs (Frieser, Horne, Lemay, etc.) considèrent au contraire qu'Halder s'est d'abord opposé aux idées de Manstein, avant d'y adhérer à partir de février 1940 et de défendre le « plan coup de faucille ». S'il s'y est d'abord opposé, ce serait pour deux raisons selon Frieser : d'abord il aurait trouvé les propositions de Manstein trop audacieuses en voulant engager des forces blindées dans l'Ardenne, idées téméraires qui risquaient de plaire à Hitler s'il venait à les connaître ; ensuite parce que Halder aurait refusé une logique reposant sur l'opérationnel et non la stratégie, comme le plan Schlieffen-Moltke qui avait échoué en 1914. L'hostilité de Halder vis-à-vis de Manstein l'aurait alors poussé à le nommer en janvier 1940 à la tête d'un corps d'armée (XXXVIII.) en Poméranie, loin du front ouest, pour se défaire de lui et de ses propositions.
Pour van den Bergh, les généraux Halder et Brauchitsch avaient leurs possibilités liées par les exigences de Hitler, notamment celle de former le centre de gravité de l'opération au cours de celle-ci ; ce ne serait qu'en février, quand il a levé cette exigence et que l'infanterie fut suffisamment nombreuse (pour assurer la défense du flanc sud de la manœuvre enveloppante), qu'Halder et Brauchitsch ont pu rédiger Fall Gelb sous cette forme, gardant l'effort au sud déjà prévu depuis novembre, un enveloppement par une percée vers la basse Somme aurait alors été évident (voir ci-dessus). Et si Manstein a été nommé à la tête d'un corps, d'après van den Bergh rien ne prouve qu'Halder l'ait fait pour l'éloigner car celui-ci l'avait envisagé avant même Fall Gelb I.

## Renseignements alliés sur les plans allemands
Au mois d'octobre 1939, le deuxième bureau du Grand Quartier général français étudie les concentrations allemandes et estime les possibilités de l'offensive allemande, et en déduit un résultat sensiblement proche du plan allemand du 19 octobre (Fall Gelb I). À la fin de ce mois, les Franco-Britanniques croient savoir que les Allemands vont d'abord s'attaquer uniquement aux Pays-Bas, ce qui les conduit à préparer un plan prévoyant cette éventualité, sous le nom d'hypothèse Hollande. Belges et Néerlandais sont renseignés sur les plans allemands par le biais de leurs attachés militaire à Berlin et savent ainsi dès octobre que leurs pays sont concernés par l'offensive allemande, et connaissent les dates successivement prévues pour son déclenchement, les informations les plus essentielles sont ensuite communiquées aux Franco-Britanniques, sans en préciser la provenance. Les différents reports de l'offensive ont néanmoins pour conséquence de faire considérer avec suspicion par les différents concernés les renseignements transmis. Les évaluations des concentrations allemandes données en novembre et en janvier par le 2e bureau du GQG parviennent à un total de grandes unités assez juste, mais la répartition estimée de celles-ci est en revanche trop importante au sud par rapport à la réalité, la possibilité d'une offensive en Lorraine est donc envisagée à tort par les Français ; mais une offensive principale en Belgique, contre le canal Albert au niveau d'Hasselt via les Pays-Bas, puis en direction de la trouée de Gembloux, et avec une action secondaire concernant le massif ardennais, est considérée comme le scénario le plus probable. L'incident de Mechelen en janvier n'apporte rien de fondamental comme renseignement aux Alliés, les confortant notamment dans leur pensée qu'il n'y aura à travers le massif ardennais qu'une pression secondaire de la part des Allemands. Néanmoins cet incident, corroboré avec d'autres renseignements, font apparaître l'offensive allemande comme très proche, « imminente » pour Léopold III, mais le temps se dégrade et l'alerte retombe.
Fin janvier, conscient des fuites, Hitler a alors fait prendre des mesures pour mieux garder le secret (voir ci-dessus), ainsi par exemple les informations venant de Berlin ont désormais plus de mal à filtrer. Au printemps, une nouvelle estimation du 2e bureau du GQG sur les concentrations ennemies arrive au même résultat que précédemment ; la mise en place du centre de gravité vers le centre du front n'est pas perçue. Enfin, sa dernière estimation peu avant l'offensive place la masse des divisions d'infanterie, comprenant celles de meilleure valeur, ainsi que l'essentiel des divisions blindées et motorisées, entre Wesel et la Moselle, et qu'aucune attaque via la Suisse n'est à attendre, montrant que trop d'unités françaises défendent la ligne Maginot. Mais en contradiction avec les précédentes estimations et comme d'autres informations erronées sont inévitablement reçues, il n'est que peu considéré et les mesures prises par les Français pour rééquilibrer leur dispositif sont trop tardives et insuffisantes. L'avertissement de l'attaché militaire français à Berne indiquant que le centre de gravité serait à Sedan fut pareillement ignoré.
Début mai, à côté de quelques sources contradictoires, de nombreuses estimations, informations et avertissements de provenance diverses (Vatican, attaché militaire néerlandais à Berlin…) indiquent que l'offensive allemande est désormais imminente.

## Le déroulement
L'opération connut un démarrage assez mitigé. Les actions spéciales au nord — la prise du fort d'Ében-Émael et des ponts du canal Albert — ont été couronnées de succès, ainsi que la pénétration aux Pays-Bas ; mais le groupe d'armées A a connu un début d'opération chaotique (le 12 mai à 6 h 30, d'importantes formations se trouvaient encore en Allemagne à cause d'embouteillages monstres des troupes allemandes dans les Ardennes).
Néanmoins, alors que la traversée de la Meuse devait avoir lieu au plus tôt le 14 mai, Rommel avait déjà fait traverser le fleuve au sud de Houx (région de Dinant) par un petit détachement le 12 mai au soir, et Guderian franchissait la Meuse à Sedan au cours de la journée du 13 mai.
L'exécution survécut également aux deux Haltbefehl (ordre de stopper) ordonnés par Hitler et aux contre-offensives (souvent avortées ou amputées) des troupes britanniques et françaises (Montcornet, Arras). La continuité et la réussite de l'opération durent beaucoup à l'audace et à la vivacité de commandants sur le terrain, dont Rommel et Guderian.
L'opération prit fin le 15 mai aux Pays-Bas et le 28 mai en Belgique après la reddition décidée par le roi Léopold III. Des dates de début et de fin, cette campagne porte le nom de « campagne des dix-huit jours ».
Après la bataille de Dunkerque (opération Dynamo) et une brève réorganisation, les troupes allemandes devaient entreprendre l'invasion de la France suivant le plan rouge (Fall Rot).